# Тукай (Красноярский край)
Тукай — деревня в Балахтинском районе Красноярского края России. Входит в состав Петропавловского сельсовета.

## География
Деревня расположена в 54 км к западу от районного центра Балахта.

### Население
| 1989 | 2002 | 2010 |
| ---- | ---- | ---- |
| 65   | ↘33  | ↘0   |

По данным переписи 2010 года, в деревне населения нет.